# Nathaniel Bowditch

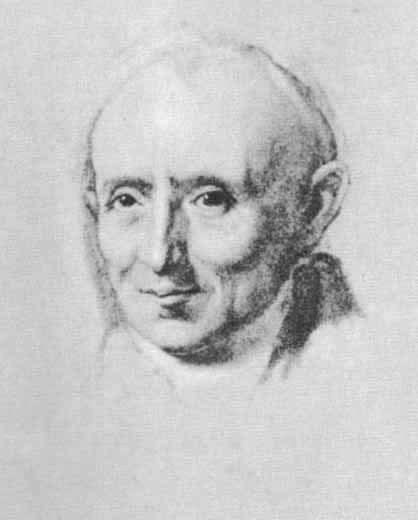

Nathaniel Bowditch (* 26. März 1773 in Salem, Province of Massachusetts Bay; † 16. März 1838 in Boston) war ein autodidaktischer Mathematiker, Astronom und Physiker, von Beruf Nautiker und Versicherungsangestellter. Bowditch schrieb rund dreißig Werke, insbesondere eine englische Übersetzung und Bearbeitung von Pierre-Simon Laplaces Himmelsmechanik und den American Practical Navigator, heute noch ein nautisches Standardwerk.

## Leben
Nathaniel war das vierte von sieben Kindern von Habakkuk und Mary, geb. Ingersoll, Bowditch. Er wuchs in ärmlichen Verhältnissen auf. Im Alter von zehn musste er die Schule verlassen und dem Vater aushelfen, der ursprünglich Küfer war, sich während des Unabhängigkeitskrieges als Schiffsführer verdingt, dann aber wieder seinen früheren Beruf angenommen hatte, dessen Geschäft aber bald zugrunde ging. Ab 1785 war Nathaniel Bürolehrling bei einem Schiffsausrüster.
1787 begann er, sich autodidaktisch mit Mathematik zu beschäftigen und kam bald zur Differential- und Integralrechnung. Nachdem er sich selbst auch Latein beigebracht hatte, konnte er ab 1791 Isaac Newtons Principia studieren. Später lernte er ebenfalls autodidaktisch etwa ein Dutzend Sprachen, ab 1792 vor allem Französisch.
Erwähnenswert sind die Umstände, unter denen der Halbwüchsige zu den wertvollen Büchern kam: Ein Kaperfahrer aus der Nähe Salems hatte im Unabhängigkeitskrieg eine Prise gemacht, die Bücher enthielt, mit denen die Bibliothek der zu gründenden irischen Royal Society aufgebaut werden sollte. Salemer Kaufleute hatten mit der Prise die beste Bibliothek der Neuen Welt nördlich Philadelphias erworben. Die Fürsprache zweier Minister verschaffte dem auffallend Begabten Zugang.
1795 trat er seine erste Schiffsreise im Ostindienhandel an. Unterwegs fand er die Zeit, das englische Standardwerk Practical Navigator von John Hamilton Moore zu studieren, in dem er letztlich mehr als 8.000 Fehler korrigierte und das er 1799 in überarbeiteter Fassung herausgab. 1802 erschien auf Basis dieser Bearbeitung erstmals der New American Practical Navigator, und im selben Jahr wurde Bowditch auch Kommandant des Dreimasters Putnam, an dem er selbst finanziell beteiligt war.
1802–03 las er den ersten Band von Laplaces Traité de Mécanique Céleste, der 1798 erschienen war, bis 1806 drei weitere (der fünfte Band erschien erst 1825). Nachdem er am Weihnachtstag 1803 die Putnam bei unsichtigem Wetter sicher in den Hafen von Salem zurückgebracht hatte, während alle anderen Kapitäne vor der Küste beigedreht lagen, war sein Ruhm als practical Navigator endgültig.
Bowditch zog sich aber aus der Seefahrt zurück und wurde Präsident der Essex Fire and Marine Versicherung in Salem (1804–1823). Mathematische und astronomische Forschungen, die er nebenbei betrieb, verschafften ihm akademisches Ansehen.
Angebote der Harvard University, von West Point und der University of Virginia schlug er aus. Zum einen war sein Einkommen als Präsident einer Versicherung um etwa die Hälfte höher als das eines Universitätsprofessors, zum anderen ist nicht bekannt, dass er je vor einer größeren Gruppe gesprochen hätte.
Als er 1823 Präsident der Massachusetts Hospital Life Insurance Company wurde und nach Boston übersiedelte, hatte er 2.500 Bücher, rund 100 Kartenwerke und dazu 29 Bände eigener Manuskripte im Gepäck. Die wirtschaftliche Verbesserung durch den neuen Posten erlaubte ihm, die Druckkosten von 12.000 $ für die Bearbeitung von Laplace auszulegen, die 1829, 1832, 1834 und 1839 erschien, Band IV also postum. Insgesamt hatte er aus eigener Tasche 20.000 $ investiert, um dieses Werk der englischsprachigen Welt zu vermitteln.
Nathaniel Bowditch starb 1838 in Boston und ist auf dem Mount Auburn Friedhof in Cambridge (Massachusetts) bestattet. Der American Practical Navigator, den er selbst bis zum Ende seines Lebens aktualisierte, wurde von der 11. bis zur 35. Auflage, 1867, von seinem Sohn Jonathan Ingersoll Bowditch gepflegt. 1868 kaufte das Hydrographic Office der United States Navy das Copyright. Das laufend adaptierte Buch ist auch heute noch ein Standardwerk.
Nach ihm benannt ist der Bowditch, ein Mondkrater von 40 km Durchmesser, der auf 25° S, 103° E am Mondrand liegt. Ferner tragen die Bowditch Crests, Kliffs in der Antarktis, seinen Namen. Das Haus, das er in Salem, Massachusetts von 1811 bis 1823 bewohnte, ist seit 1965 unter der Bezeichnung Nathaniel Bowditch House als National Historic Landmark anerkannt.

## Familie
Sein Sohn Henry Ingersoll Bowditch war ein bekannter Arzt und Abolitionist. Unter seinen Enkeln sind Henry Pickering Bowditch und Charles Pickering Bowditch.

## Mitgliedschaft in wissenschaftlichen Gesellschaften
- 1799 American Academy of Arts and Sciences, Präsident ab 1829
- 1809 American Philosophical Society
- 1818 Royal Society of London und Royal Society of Edinburgh
- 1819 Royal Irish Academy

## Werke
- Ab 1799 Beiträge zum Practical Navigator (besonders ein Kapitel zum Thema Längenbestimmung aus Monddistanzen), ab der dritten Ausgabe (1802) faktisch Verfasser des New American Practical Navigator, bis heute ein in schlichter Sprache geschriebenes Standardwerk der Nautik. Bowditchs vereinfachte Methode zur Bestimmung der geographischen Länge mittels Monddistanzen, die auch Nautikern ohne Hochschulstudium gelingen konnte, wurde im American Practical Navigator bis 1914 geführt.
- 1804 Artikel über Mondbeobachtungen
- 1805–1806 Seekarten; Hafenpläne von Salem, Beverly, Marblehead und Manchester
- 1807 Artikel über eine Meteor-Explosion
- 1815 Artikel über die später so genannten Lissajous-Figuren
- 1815, 1818 und 1820 Artikel über Kometenbahnen
- ab 1829: Marquis de LaPlace, Celestial mechanics: Translated from the French, with a commentary, by Nathaniel Bowditch Bde. I–IV (Bronx, N.Y. 1966).